# Thrixspermum crassifolium
Thrixspermum crassifolium är en orkidéart som beskrevs av Henry Nicholas Ridley. Thrixspermum crassifolium ingår i släktet Thrixspermum och familjen orkidéer. Inga underarter finns listade i Catalogue of Life.